# بیماری کوپریت
کوپریت (به انگلیسی: Cowperitis) یا التهاب غده پیازی_میزراهی یکی از بیماری‌های سوزناک دستگاه تناسلی مرد است .غدد پیازی-میزراهی ممکن است بر اثر عفونت دچار التهاب شوند که آن نیز باعث کاهش سطح PSA شود و احتمال سرطان پروستات را افزایش می‌دهد.